# تشارلي بيشوب
تشارلي بيشوب (بالإنجليزية: Charlie Bishop)‏ (16 فبراير 1968 بنوتنغهام في المملكة المتحدة - ) هو مدرب كرة قدم ولاعب كرة قدم بريطاني في مركز الدفاع. لعب مع بريستون نورث إيند وستوك سيتي ونادي بارنسلي ونادي بوري ونادي بيرنلي ونادي نورثامبتون تاون ونادي واتفورد وويغان أتلتيك وإيكستون تاون ‏.

## وصلات خارجية
- تشارلي بيشوب على موقع قاعدة بيانات كرة القدم.إي يو (الإنجليزية)
- تشارلي بيشوب على موقع Soccerbase.com (لاعب) (الإنجليزية)